# Piraten (film)
Piraten (originaltitel: The Pirate), amerikansk film från 1948, regisserad av Vincente Minnelli. Den hade svensk premiär den 30 augusti 1948.

## Rollista
- Gene Kelly - Serafin
- Judy Garland - Manuela
- Walter Slezak - Don Pedro Vargas
- Gladys Cooper - Tant Inez
- Reginald Owen - Advokat